# CZ Loko
CZ Loko ist ein tschechisches Unternehmen mit Sitz in Česká Třebová. Es ist auf die Reparatur, Herstellung und Modernisierung von Schienenfahrzeugen spezialisiert.
CZ Loko wurde 1995 unter dem Namen Českomoravská komerční společnost in Nymburk gegründet. Das Unternehmen firmierte 1999 zur ČMKS Holding um. Eine weitere Umbenennung zu CZ Loko erfolgte 2006 zeitgleich mit einer Verlegung des Firmensitzes nach Česká Třebová.